# Ibrahim al-Hamdi

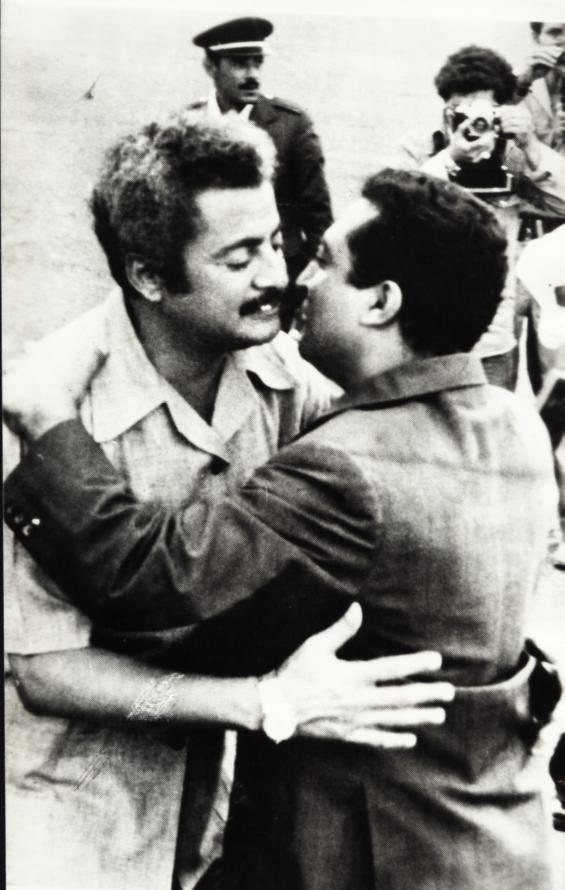
Ibrahim al-Hamdi (rechts) und Südjemens Präsident Salim Rubai Ali führten 1977 erstmals ernsthafte Vereinigungsgespräche, obwohl es erste Vereinigungsabkommen bereits 1972 gegeben hatte

Ibrahim Muhammad al-Hamdi (* 1943 in Nordjemen; † 11. Oktober 1977 in Sanaa, Nordjemen) (arabisch إبراهيم الحمدي, DMG Ibrāhīm al-Ḥamdī), gelegentlich auch als Hamidi oder Hamadi transkribiert, war vom 13. Juni 1974 bis zum 11. Oktober 1977 Präsident der Jemenitischen Arabischen Republik (Nordjemen).

## Leben
Als Sohn eines Qādīs hatte sich auch Ibrahim Muhammad al-Hamdi zunächst dem Studium der Rechtswissenschaften gewidmet, sich aber mit der Revolution von 1962 und dem Sturz der Monarchie für eine Laufbahn in den republikanischen Streitkräften entschieden. Er stieg unter den Präsidenten Abdullah as-Sallal und Abdul Rahman al-Iriani schnell zum Befehlshaber einer Eliteeinheit der Armee (Fallschirmjäger), zum Oberst sowie zum Befehlshaber der westlichen und zentralen Militärregion auf. Im Kabinett Muhsin Ahmad al-Ainis war er bis zum Dezember 1972 stellvertretender Premierminister, Innenminister und Präsident der staatlichen Gesellschaft für lokale Entwicklung. Von 1972 bis 1974 fungierte er als stellvertretender Generalstabschef.
Den 1974 gegen Präsident al-Iriani konspirierenden konservativen, tribalen und pro-saudi-arabischen Kräften erschien al-Hamdi als beeinflussbarer und wegen seiner Popularität in der Armee und beim Volk als geeigneter Kompromisskandidat, um zu verhindern, dass linke Republikaner (Nasseristen, Baathisten) ihren Umsturzplänen zuvorkommen. Als Führer der „Korrekturbewegung“ des 13. Juni übernahm al-Hamdi die Macht und den Vorsitz im neugeschaffenen zehnköpfigen Kommandorat, der die Funktionen von Legislative und Exekutive an sich riss, wofür er die Verfassung ändern ließ. Mit der Bildung einer neuen Regierung beauftragte er umgehend Muhsin al-Aini, der im Oktober 1974 auch Mitglied des Kommandorats wurde, aber schon im Januar 1975 auf saudischen Druck entlassen wurde.
Wichtigste Stütze seiner Macht war sein älterer Bruder Abdullah al-Hamdi, der als Oberst die al-Amaliqa-Brigade, eine Elite-Einheit der Armee, befehligte. Zur Stärkung seiner Macht stärkte al-Hamdi die Ausrüstung und Stellung der regulären Armee gegenüber den konservativen Stammesmilizen.
Innenpolitisch verkündete al-Hamdi die Absicht zu diversen Reformen zum Zwecke der finanziellen Konsolidierung und Korruptionsbekämpfung sowie zahlreiche Ideen zur Entwicklung des Landes, vor allem der ländlichen Regionen. Das brachte ihm zunächst die Zustimmung der 1967 und 1968 von al-Iriani entmachteten Nasseristen und linken Republikaner, aber auch die Gegnerschaft der konservativen und tribalen Kräfte sowie der sie unterstützenden Saudis ein. Da al-Hamdi aber letztlich vor ernsthaften Reformen zurückschreckte, gingen die Nasseristen ab 1976 zunehmend auf Distanz und gründeten eine oppositionelle Nationale Demokratische Front (NDF), die von der Demokratischen Volksrepublik Jemen (DVRJ) Unterstützung erhielt.
Um die umfassende wirtschaftliche und finanzielle Abhängigkeit von Saudi-Arabien zu lockern, bemühte sich al-Hamdi um die Verbesserung der Beziehungen zur VDRJ. Bei Besuchen des südjemenitischen Präsidenten Salim Rubai Ali in Qataba und Sanaa wurden im März und im September 1977 die Bildung eines gemeinsamen Präsidentschaftsrates und die Wiederaufnahme der 1972 vereinbarten Vereinigungsabsichten beschlossen. Kurz vor einem im Oktober geplanten Gegenbesuch in Aden wurden al-Hamdi und sein Bruder bei einem von Ahmed Hussein al-Ghaschmi geleiteten Militärputsch getötet.
Einige al-Hamdi-getreue Militärs entkamen nach Südjemen. Mit südjemenitischer Hilfe begann die NDF 1978 einen bewaffneten Aufstand, der nach der Ermordung al-Ghaschmis durch einen Gesandten Salim Rubai Alis in einen bis 1979 andauernden Grenzkrieg zwischen Nord- und Südjemen mündete.